# Национално знаме на Бахрейн
Националното знаме на Бахрейн е един от официалните символи на Кралство Бахрейн. Представлява правоъгълно платнище с две вертикални цветни полета – бяло (от страната на носещата част) и червено. Те са разделени от назъбен ръб, при което в бялото поле се открояват пет триъгълника, символизиращи петте стълба на исляма.

## История
Най-старите известни знамена на Бахрейн са изцяло червени. През 1820 г. Бахрейн подписва международен договор с Обединеното кралство, като към знамето си добавя бяла ивица като символ на примирието. През 1932 г. към знамето на Бахрейн е добавен назъбен ръб, за да се различава то от тези на съседните страни. През годините белите триъгълници се редуцират, като през 2002 г. е прието те да бъдат пет. Така всеки един от тях трябва да символизира един от петте стълба на исляма.
- Знаме до 1820.
- Знаме в периода 1820 – 1932.
- Знаме в периода 1932 – 1972.
- Знаме в периода 1972 – 2002.